# Zbigniew Felski
Zbigniew Felski (ur. 27 maja 1940 w Grudziądzu, zm. 26 września 1992 w Chambéry) – polski koszykarz występujący na pozycji obrońcy, wielokrotny medalista mistrzostw Polski, po zakończeniu kariery zawodniczej trener koszykarski, trener męskiej reprezentacji Polski.
W drugiej połowie lat 70. został trenerem żeńskiej drużyny Spójni Gdańsk i zdobył z nią trzy tytuły wicemistrza Polski (1978, 1979, 1980). Od jesieni 1980 do lutego 1981 prowadził męską reprezentację Polski, następnie pracował we Francji, m.in. w latach 1984-1985 był trenerem Caen Basket Calvados.

## Osiągnięcia

### Zawodnik
Na podstawie, o ile nie zaznaczono inaczej.
Drużynowe
- Mistrz Polski:
  - 1971, 1972, 1973
  - juniorów (1958, 1959)
- Wicemistrz Polski (1970)
- Brązowy medalista mistrzostw Polski (1968)

### Trener
- Trener roku ligi francuskiej (1987)